# Магдалена Парис
Магдалена Парис (на полски: Magdalena Parys) е полско-германска преводачка, драматург, поетеса и писателка на произведения в жанра драма и трилър. Пише и под псевдонима Магда Парис Лисковски.

## Биография и творчество
Магдалена Парис е родена на 29 юни 1971 г. в Гданск, Полша. Отраства в Шчечин. Когато е 13-годишна, семейството ѝ се премества в Западен Берлин. Там завършва гимназията „Густав Хайнеман“. След обединението на Германия през 1990 г. учи полска филология и педагогика в университета „Хумболт“ в Берлин.
Слез дипломирането си работи като изследовател и преподавател във висшето образование, както и други работи – като преводач и фитнесинструктор, преди да се насочи към литературата. Прави своя литературен дебют през 2001 г. в културното списание „Pogranicza“, където публикува първите си разкази и стихотворения. Между 2003 и 2004 г. тя организира съвместно с Изабела Потрикус международния литературен конкурс „Аз съм този, който пристигна“, в който вземат участие автори от бъдещите страни кандидатки за Европейския съюз – Чехия, Унгария, Полша, Словакия и Словения, както и от Германия.
В периода 2006 – 2007 г. е основател и главен редактор на германско-полското литературно списание „Squaws“. Пише като колумнист за списанията „Zwierciadło“ и „Wysokie obcasy“. Съгтрудничи и на полския всекидневник „Gazeta Wyborcza“, списанието „Magazyn Ksiazki“, германско-полското списание „Dialog“ и френското седмично списание „Marianne“. Прави множество интервюта с политици и писатели.
Магдалена Парис пише на немски и полски език за немската следвоенна история, за опита от полското си детство и за живота си в Германия, за сложните отношения между двата народа. През 2011 г. е издаден първият ѝ роман „Тунел“. Той представя историята и съдбата на три европейски поколения в Берлин и Гданск, които са свързани с таен тунел за бягство от Източен в Зараден Берлин през 1981 г. Номиниран е за няколко награди в Полша и получава австрийската литературна наградата „Златна сова“ и френската награда на книжарите и библиотекарите „Le prix Libr´a nous“.
Вторият ѝ роман „Magik“ (Магът) е публикуван през 2014 г. Наименованието „Magik“ е дадено на операция на източногерманските служби за сигурност предприета на българската граница през 70-те години с цел премахване на противници на комунистическия режим. Главният герой, Кристиан Шлангенбергер, е немски политик, чийто живот е изграден на лъжи и изнудване. В кариерата му има само едно притеснение – ето му в операция „Magik“. И един ден той получава снимка, на границата с България, до безжизненото тяло на млад мъж. Историята се базира на действителни събития преди 1989 г., когато няколко хиляди жители на ГДР се опитват да прекосят незаконно българо-гръцката граница и много от тях са разстреляни. През 2015 г. книгата получава наградата за литература на Европейския съюз.
През 2016 г. е издаден третият ѝ роман „Бяла Рика“. Той разглежда отново проблемите в една фамилия породени от последиците от Втората световна война, скритите и непреглътнати тайни, съживените спомени, тежкото наследство на психиката и на семейните корени.
Магдалена Парис живее със семейството си в Берлин.

## Произведения

### Самостоятелни романи
- Tunel (2011)
- Magik (2014) - награда за литература на Европейския съюз
- Biała Rika (2016)

### Пиеси
- Achtung, Niemcy! (2018)